# 2671 Abkhazia
A 2671 Abkhazia (ideiglenes jelöléssel 1977 QR2) a Naprendszer kisbolygóövében található aszteroida. Nyikolaj Sztyepanovics Csernih fedezte fel 1977. augusztus 21-én.